# Jaume Freixa
Jaume Freixa Janariz (Barcelona, 1942) es un arquitecto, ensayista, biógrafo y profesor universitario español, doctorado en la Universidad Politécnica de Cataluña y máster en arquitectura por la Universidad Harvard. Desde 2009 es el presidente de la Fundación Joan Miró.

## Biografía
Jaume Freixa, tanto en el ámbito profesional, como por haberse convertido en un especialista de su obra, está estrechamente ligado a la figura del arquitecto español, Josep Lluis Sert y, por ende, también ha estado muy vinculado a la Fundación Joan Miró, pintor al que pudo conocer y tratar personalmente. Tras licenciarse en arquitectura en 1967, de 1969 a 1979 Freixa trabajó en el estudio de arquitectura de Sert, Jackson and Associates en Cambridge (Massachusetts), Estados Unidos. Durante este tiempo en América, pudo conocer de cerca la obra de Sert en Estados Unidos: la Casa Sert, los distintos edificios construidos en la Universidad Harvard, en la Universidad de Boston y la residencia de estudiantes del Instituto Tecnológico de Massachusetts (MIT).
A su regreso a España, Freixa se estableció en su ciudad natal. Cuando a Sert le encargaron la realización de la sede de la Fundación Miró, Freixa fue uno de los arquitectos que participó en el diseño. Después, fue el encargado de realizar las dos ampliaciones posteriores de la misma (1998 y 2001). Su tesis doctoral versó sobre la obra de Sert en América. El mismo año de su regreso a España desde Estados Unidos (1979), presentó el libro, Josep Lluís Sert, el primero que recogió el conjunto de su obra arquitectónica; en 2005 publicó un segundo libro con el mismo título, pero aproximándose a Sert como diseñador. Ha sido también comisario de distintas exposiciones sobre el arquitecto español. Freixas se incorporó como patrono a la Fundación Joan Miró en 1991. En 2009, fue elegido presidente de la misma tras la renuncia de Eduard Castellet a finales de marzo, siendo reelegido en 2014.